# 雷汉
雷汉（1962年12月—），男，四川重庆人，中国影视演员，峨嵋电影制片厂演员剧团团长、演员，中国电影金凤凰奖表演学会奖得主。